# Мануел Лопеш
Мануел Лопеш е португалски футболист, роден в Мозамбик. Той е полузащитник. Състезава се за Берое. Висок е 178 см и тежи 76 кг. Предходният му клуб е Депортиво Камача (Камача, Португали).